# Ferlacher Horn
Ferlacher Horn (slovenska: Gerloutz) är ett berg i Österrike.   Det ligger i distriktet Klagenfurt-Land och förbundslandet Kärnten, i den sydöstra delen av landet, 250 km sydväst om huvudstaden Wien. Toppen på Ferlacher Horn är 1 840 meter över havet, eller 687 meter över den omgivande terrängen. Bredden vid basen är 4,7 km.
Terrängen runt Ferlacher Horn är bergig åt sydost, men åt nordväst är den kuperad. Närmaste större samhälle är Klagenfurt, 15,6 km norr om Ferlacher Horn. 
I omgivningarna runt Ferlacher Horn växer i huvudsak blandskog. Runt Ferlacher Horn är det ganska glesbefolkat, med 39 invånare per kvadratkilometer.